# 21088 Chelyabinsk
A 21088 Chelyabinsk (1992 BL2) egy földközeli kisbolygó. Eric Walter Elst fedezte fel 1992. január 30-án.